# Echols megye
Echols megye az Amerikai Egyesült Államokban, azon belül Georgia államban található. Megyeszékhelye és legnagyobb városa Statenville. Lakosainak száma 3697 fő (2020. április 1.). Echols megye Lanier, Columbia, Hamilton, Lowndes és Clinch megyékkel határos.

## Népesség
A megye népességének változása:
| Lakosok száma | 4034 | 4135 | 4027 | 4057 | 4040 | 3697 |
|               | 2010 | 2011 | 2012 | 2013 | 2015 | 2020 |